# Cultura de Wielbark (Polònia)

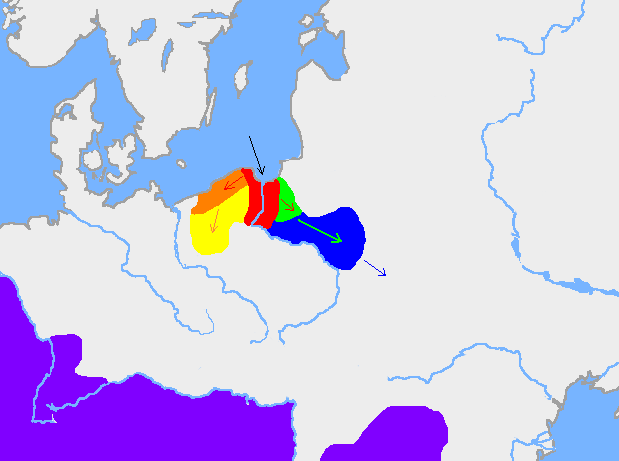
Expansió territorial de la Cultura de Wielbark abans de la migració a la mar Negra
Cultura d’Oksywie
Expansió cap a la Suïssa caixúbia
Expansió a Posnània
Expansió a Mazòvia
Expansió a la Petita Polònia
Imperi romà

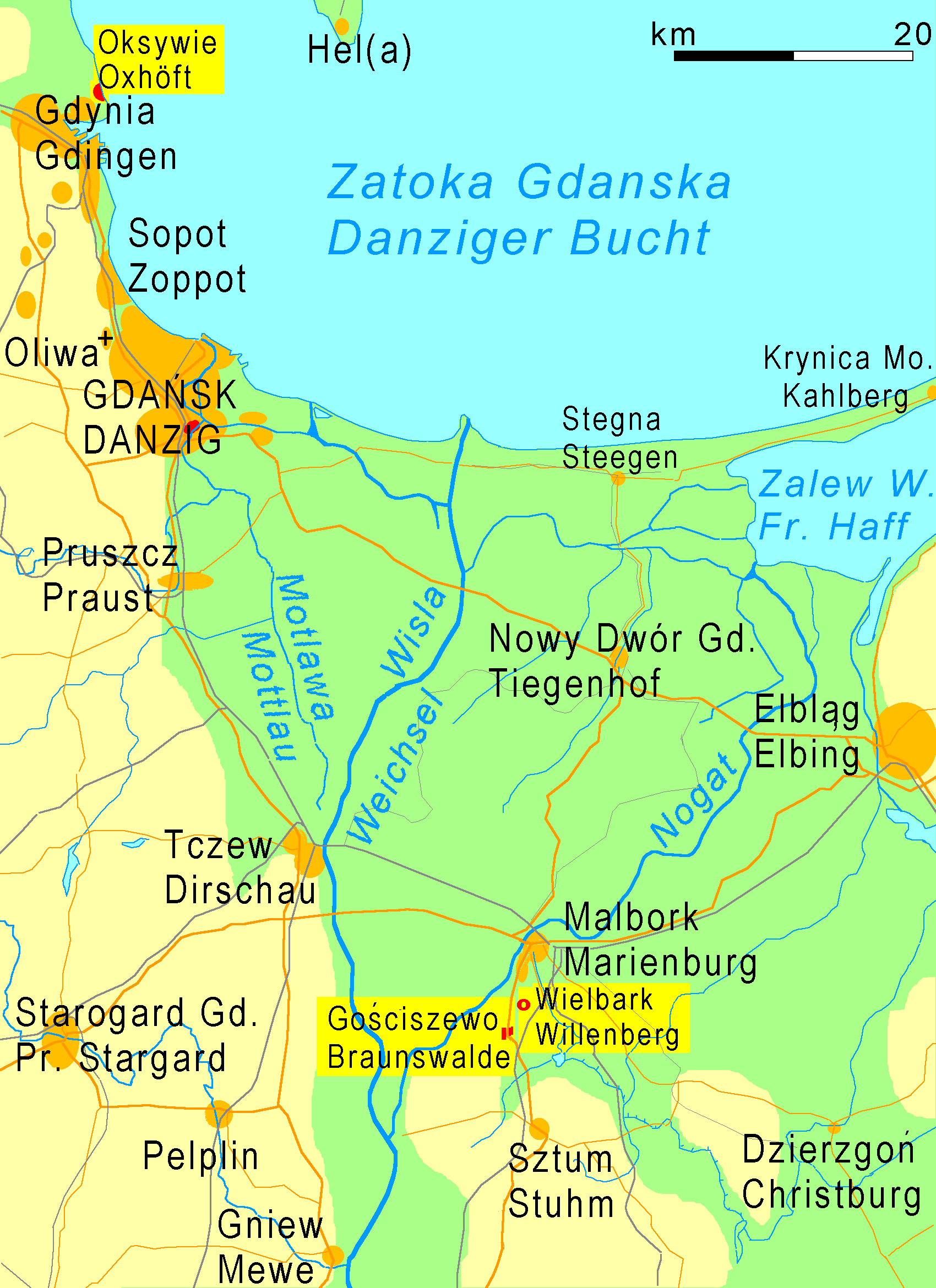
Ubicació dels jaciments arqueològics de les cultures de Wielbark i d'Oksywie al delta del Vístula; noms actuals i del s. XIX

La Cultura de Wielbark (també Cultura de Willenberg en alemany) és una cultura arqueològica protohistòrica que els arqueòlegs a vegades identifiquen amb la dels gots. Va aparéixer a la primera meitat del segle I a la vall del Baix Vístula, a Polònia, i hi va suplantar la Cultura d'Oksywie, relacionada amb la Cultura Przeworsk.

## Història
La Cultura de Wielbark pren el nom d'un poble en què els alemanys van descobrir el 1873 un cementeri de més de 3.000 tombes, atribuïdes als pobles gots i gèpides. Malauradament, moltes de les pedres d'aquest cementeri s'han mogut i algunes tombes han quedat malmeses. L'informe de les primeres excavacions, perdut durant la Segona Guerra Mundial, no es trobà fins al 2004 i va ser analitzat per un equip d'investigadors polonesos de Gdańsk, Varsòvia, Cracòvia i Lublin.

## Àrea geogràfica
La Cultura de Wielbark (o de Willenberg -Malbork) començà cobrint l'àrea de l'anterior cultura d'Oxhoeft, al voltant de les actuals ciutats de Gdańsk i Chełmno (que es deia Culm fins al 1945). Després s'estengué al Districte dels Llacs (Suïssa caixúbia) i a la regió de Poznań, més cap al sud.
Uns pobles establerts a la primera meitat del segle iii a la mar Bàltica (que els antics anomenaven llavors "mar Sueva", Mare Suevicum o "mar alemanya", Mare Germanicum), amb l'excepció de la vall del Vístula, donen testimoni d'aquesta cultura, que més tard s'estengué cap a la part continental que esdevindria (cap a l'any 1000) Masòvia i la Petita Polònia a la riba est del Vístula, i després Ucraïna, on va contribuir al naixement de la Cultura de Txèrniakhov.
L'any 2000, es va descobrir un cementeri de les cultures Oksywie i Wielbark a Czarnówko, a prop de Lauenburg (ara Lębork), a Pomerània. Totes dues cultures arribaren al cim abans de l'inici de l'emigració cap al sud-oest. Una caldera de bronze representa hòmens que porten el nus sueu.

## Descripció

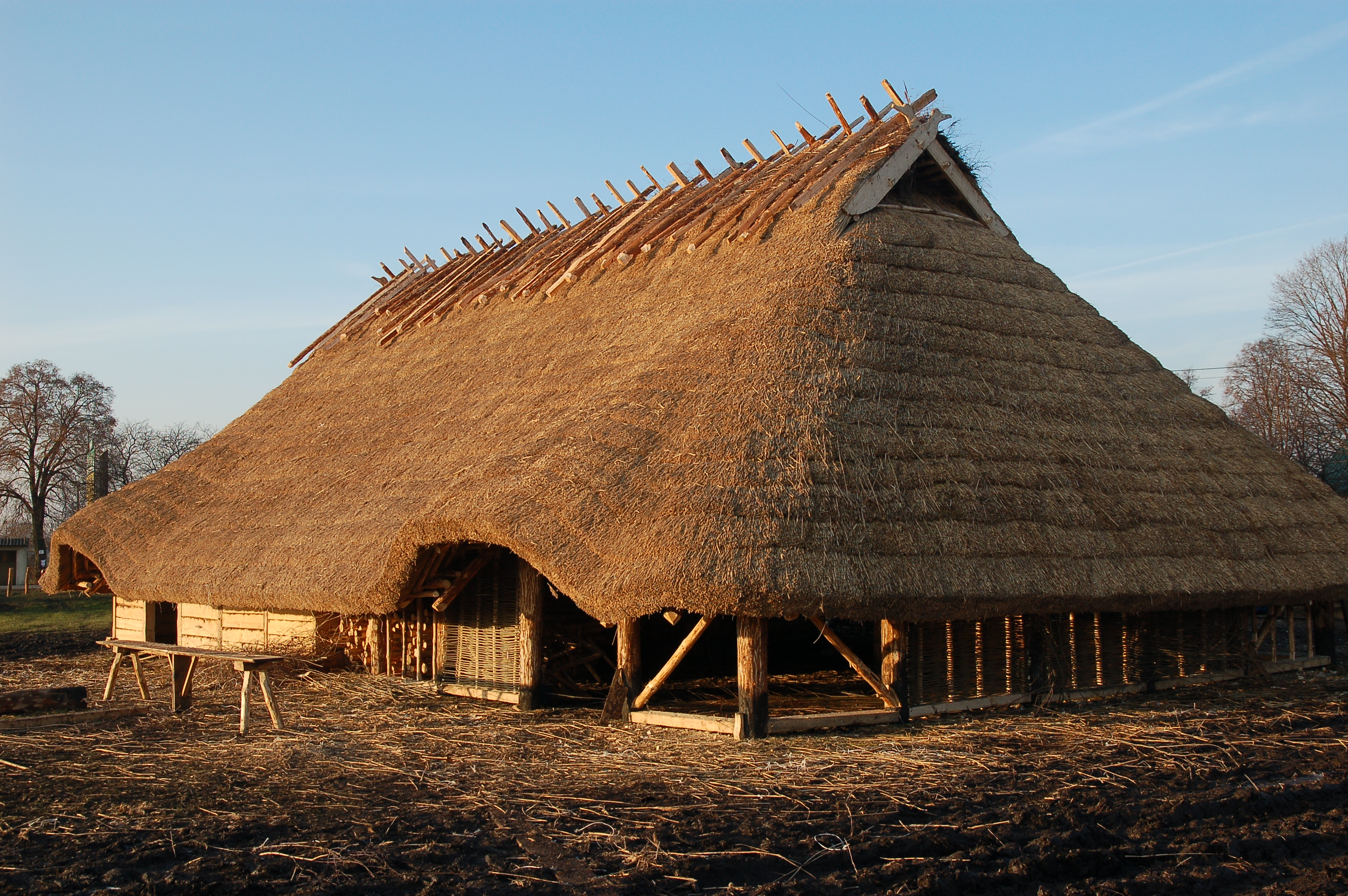
Reconstrucció del Centre Cultural Wielbark a Masłomęcz

Hi ha diferències clares entre la Cultura de Przeworsk i la Cultura de Wielbark, i no s'ha trobat pas cap contacte entre elles.
La gent de la Cultura de Wielbark utilitzava tècniques d'enterrament i incineració per als ritus funeraris. Si se n'utilitza un o altre depén de la ubicació. Una característica d'aquesta cultura, que comparteix amb els pobles del sud d'Escandinàvia, és la construcció de túmuls coberts amb alineacions lítiques: cercles de pedra, esteles aïllades o pavimentació. A diferència de la Cultura de Przeworsk, els enterraments de Wielbark exclouen les armes. Les ofrenes funeràries consten sobretot d'ornaments i vestits, tot i que algunes tombes contenen estreps, que són els únics atributs guerrers. Un altre aspecte de la Cultura de Wielbark és l'ús del bronze per a fer adorns i accessoris. L'argent s'hi utilitzava poc i l'or, rarament. La presència de ferro hi és excepcional.

## Els testimonis sobre els gots

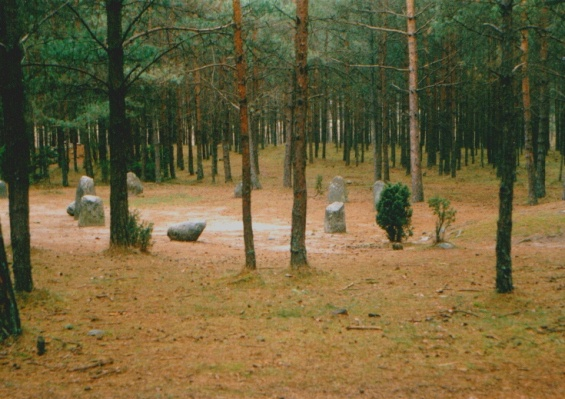
Un cercle de pedres al nord de Polònia

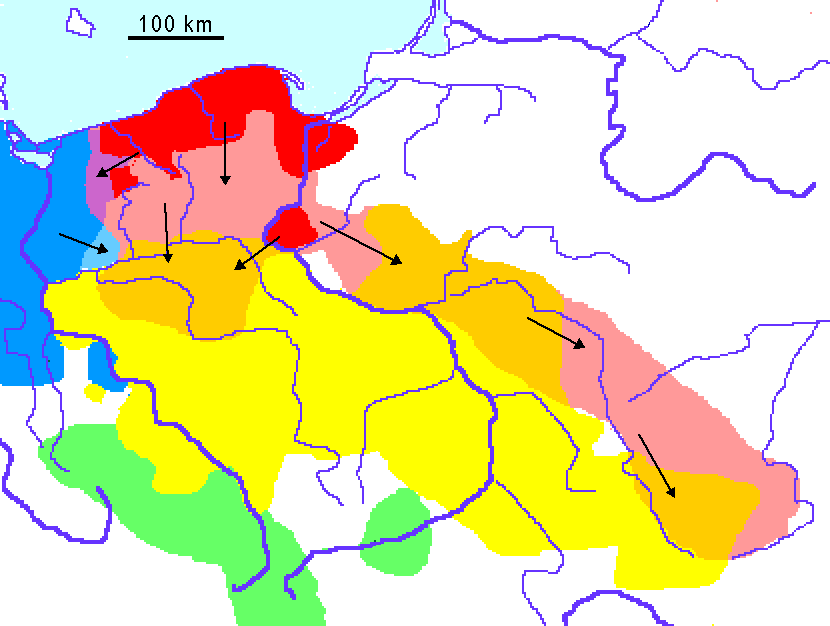
En roig, la Cultura d'Oksywie i la primera Cultura de Wielbark; en rosa, segona fase de Wielbark; en taronja, reflux de Przeworsk; en blau, la Cultura de Jastorf (en porpra, territori cedit a Wielbark, i en blau clar la seua expansió); en groc, Cultura de Przeworsk, substituïda per Wielbark (taronja)

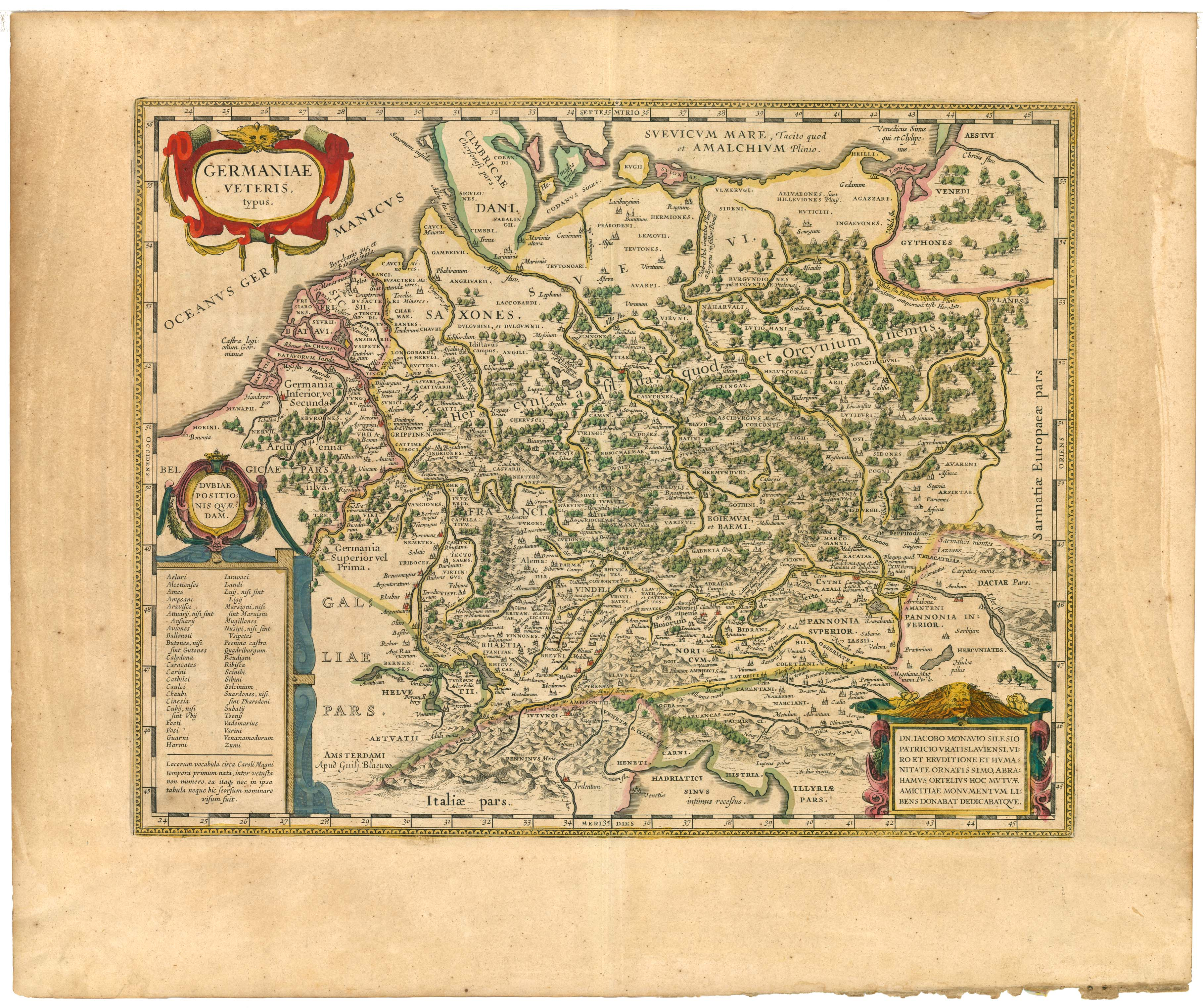
L'"Antiga Alemanya" (Germaniae veteris typus): Aestui, Venedi i Gythones al cantó superior dret d'aquest mapa pels estudiosos Willem i Joan Blaeu), 1645

La Cultura de Wielbark té un paral·lelisme amb el relat de l'historiador Jordanes sobre la partida dels gots de Scandza (Escandinàvia) i el seu assentament a Gothiscandza. Segons l'historiador, n'haurien expulsat els vàndals i ocupat aquests territoris. El poble de Gothiscandza es trobava a la desembocadura del Vístula, i aquest país era considerat el dels gutons (segons Plini el Vell) o dels gothons (segons Tàcit):
| «                     | Par delà les Lyges vivent les Gothones, dirigés par un roi plus fermement que les autres Germains, mais non au point de ne pas avoir de liberté. Puis plus loin le long de l'Océan, les Ruges et les Lemoviens ; lesquels se distinguent parmi toutes ces nations par leurs boucliers ronds, leurs épées courtes et le dévouement à leurs rois. (Més enllà dels liges viuen els gotons, governats per un rei més fermament que els altres germànics, però no fins al punt de mancar de llibertat. Després, més enllà de l'oceà, els rugs i els lemovians; que es distingeixen entre totes aquestes nacions pels seus escuts redons, les espases curtes i la devoció als seus reis. | » |
| — Tacite, La Germanie | |   |

Els noms donats per Plini el Vell i Tàcit són propers a *Gutaniz, una restitució de la forma protogermànica Gutans (també Gutar), noms que els gots (i els habitants de Gotland) es donaven a ells mateixos.
Mentre que alguns autors pensen que el nombre de tres vaixells gòtics que desembarcaren al delta del Vístula és simbòlic, altres afirmen que un dels vaixells era el dels gèpides, un altre el dels ostrogots i el tercer dels visigots. Segons una tercera interpretació, aquests vaixells només duien el clan de la família del rei Amal I.

Es dubta hui sobre l'equivalència absoluta entre la Cultura de Wielbark i la dels gots. A més a més, s'estableix que l'evolució de Wielbark no sols es vincula a la immigració escandinava: la Cultura de Wielbark seria primer una evolució de la cultura indígena d'Oksywie, de la qual cobreix (al principi) exactament l'espai geogràfic, i els llocs funeraris. Els pobles haurien estat poblats tant per nadius com pels emigrants escandinaus. És probable que els gots fossen la tribu dominant de l'àrea, fins al punt que Jordanes informa que els gots van sotmetre els nadius:
| «                                    | Bientôt, de là ils gagnèrent les parages des Ulméruges, qui en ce temps peuplaient les rivages de l'océan, et après avoir dressé leur camp, les attaquèrent et les chassèrent des terres qu'ils occupaient. Puis ils soumirent leurs voisins, les Vandales, remportant de nouvelles victoires. Mais lorsque la population devint trop importante, Filimer, fils de Gadaric et cinquième roi depuis Bérig, décida de quitter ce pays avec les familles et mit en marche l'armée des Goths.(Aviat, des d'allà van arribar a la regió dels ulmeruges, que en aquell moment poblaven les costes de l'oceà, i després de plantar-hi el campament, els van atacar i els van expulsar de les terres que ocupaven. Després van sotmetre els seus veïns, els vàndals, i hi aconseguiren noves victòries. Però quan la població es va fer massa gran, Filimer, fill de Gadari i cinqué rei des de Berig, va decidir abandonar aquest país amb les famílies i posar en marxa l'exèrcit dels gots. | » |
| — Jordanès, Histoire des Goths, I, 4 | |   |

Actualment es creu que els pobles dels gots (esmentats per Jordanes i més tard per Hartmann Schedel) al llarg del Mare Germanicum (l'actual Polònia) són els dels cementeris funeraris on s'alcen cercles de pedra i esteles aïllades (ritus funeraris abundantment testificats per les necròpolis de Gotland i Götaland). Aquests enterraments es troben al llarg del Vístula i a la Suïssa caixúbia fins a l'àrea de Koszalin (jaciment de Grzybnica). Van aparéixer a la segona meitat del segle i.
Però, segons alguns historiadors alemanys contemporanis, les restes arqueològiques no permeten pas demostrar que realment hi hagué una immigració escandinava, cosa que desmenteix la presentació dels orígens (Origo gentis) que en fa Jordanes. En canvi, els resultats paleogenètics mostren que la població de la Cultura de Wielbark de Polònia és sobretot d'ascendència escandinava oriental, cosa que dona suport a un origen suec dels grups germànics orientals.
La Cultura de Wielbark es presenta com una societat formada per contribucions escandinaves godes i gèpides, i per pobles nadius (essencialment vàndals, venedis i rugis). Durant el segle III, la comunitat de Wielbark abandonà els seus pobles i va emigrar al país d'Oium, a Ucraïna, on fundà un nou imperi.